# زابيكانكا

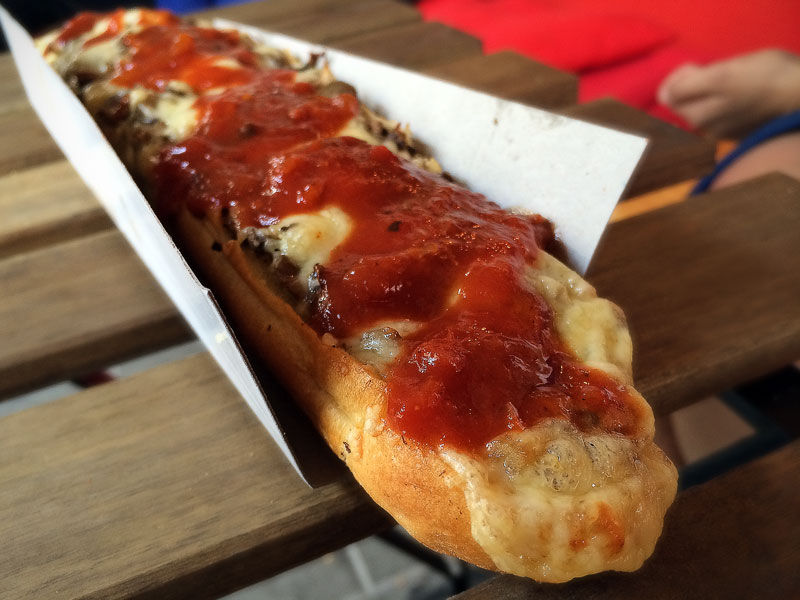
زَبِيكَنْكَة

الزَّبِيكَنْكَة (بالعربي خزفي أو غرتن أو الكسرولة) هو نوع من نصف عصا خبز فرنسي من 20 إلى 50 سم  طول، والتي تُغطى بالفطر والجبن والخضروات.
ويُضاف إلى بعض أنواعها الأناناس مثل هاواي، أو الزيتون والفيتا مثل اليونانية وتؤكل مع صلصة الطماطم والثوم المعمر.تُعد جزءً من الوجبات السريعة البولندية وهي ليست مكلفة (سعرها بين 3 و 7 زلوتي بولندي) وتُباع في الشارع .